# Yuto Shirai
Yuto Shirai (født 19. juni 1988) er en japansk fodboldspiller, som spiller for den japanske fodboldklub Zweigen Kanazawa.